# Not Just a Girl (The Highlights)
Not Just a Girl (The Highlights) è un album di raccolta della cantante canadese Shania Twain, pubblicato il 26 luglio 2022 in formato digitale e il 2 settembre 2022 in formato fisico da Mercury Nashville.

## Tracce
Testi e musiche di Shania Twain e Robert John "Mutt" Lange, eccetto dove indicato.
1. Not Just a Girl (Twain, Mark Ralph, Wayne Hector)
2. You're Still the One
3. Man! I Feel Like a Woman!
4. What Made You Say That (Tony Haselden, Stan Munsey Jr.)
5. (If You're Not in It for Love) I'm Outta Here!
6. Whose Bed Have Your Boots Been Under?
7. Any Man of Mine
8. You Win My Love (Lange)
9. Don't Be Stupid (You Know I Love You)
10. I'm Holdin' On to Love (To Save My Life)
11. From This Moment On
12. Love Gets Me Every Time
13. That Don't Impress Me Much
14. Forever and for Always
15. Honey, I'm Home
16. I'm Gonna Getcha Good!
17. Up!
18. Life's About to Get Good (Twain)